# ジブラルタル包囲戦 (1779年-1783年)
ジブラルタル包囲戦（ジブラルタルほういせん、英語: Great Siege of Gibraltar）は、アメリカ独立戦争の期間に、ジブラルタルのイギリスからの奪取を目的としてスペインとフランスによって起こされた戦い。奪取は不成功に終わり、4年近い包囲を耐え抜いたジブラルタルは難攻不落の要塞としてその名をとどろかせることになった。

## 背景
1779年6月、スペインはイギリスに宣戦布告した。フランスはすでに前年にイギリスに宣戦していた。フランスとスペインは失った領土をイギリスから取り戻すだけでなく、ジブラルタルを無力化することも狙っていた。ジブラルタルはイギリスの地中海支配の要であった。

## 経過
1779年7月、フランスとスペインの軍隊はジブラルタルに駐屯するイギリス軍を包囲した。ジョージ・オーガスタス・エリオットの指揮するイギリス軍は、3年以上にわたる砲撃と封鎖に苦しめられた。包囲戦における最大の戦いは1782年9月13日に発生した。兵100,000名と48隻の艦船からなるフランス・スペイン連合軍がイギリス軍に攻撃を仕掛けたが、守備隊はそれに耐え抜いた。
このとき、スペインは筏に湿った砂を充填した新兵器「浮き砲台」を考案し、ジブラルタルに肉薄して精確な砲撃を行うことを企図したが、イギリスはこれに炉で熱した砲弾を浴びせて撃退した。
1783年2月、ついに包囲は解かれた。ジョージ・オーガスタス・エリオットはバス勲爵士に列せられ、ジブラルタルの初代ヒースフィールド男爵となった。ヴェルサイユ条約は、それ以前の諸条約の取り決めを追認した。

## 芸術分野での反応

### 音楽
- 1782年12月末、ヴォルフガング・アマデウス・モーツァルトは、包囲戦をたたえる歌曲『ジブラルタルを歌う吟遊詩人の歌：おお、カルペよ！お前の足下に雷鳴はとどろく（Bardengesang auf Gibraltar: O Calpe! Dir donnert's am Fusse）』（K.Anh.25 (386d)）[2]を作曲したが、「あまりにも不自然で誇張した」ミヒャエル・デニスの詩が不満だったことから未完に終わった[3]。モーツァルトはイギリスに好意的だったことが、同年10月19日に父レオポルトへ送った手紙で知られている。

### 絵画

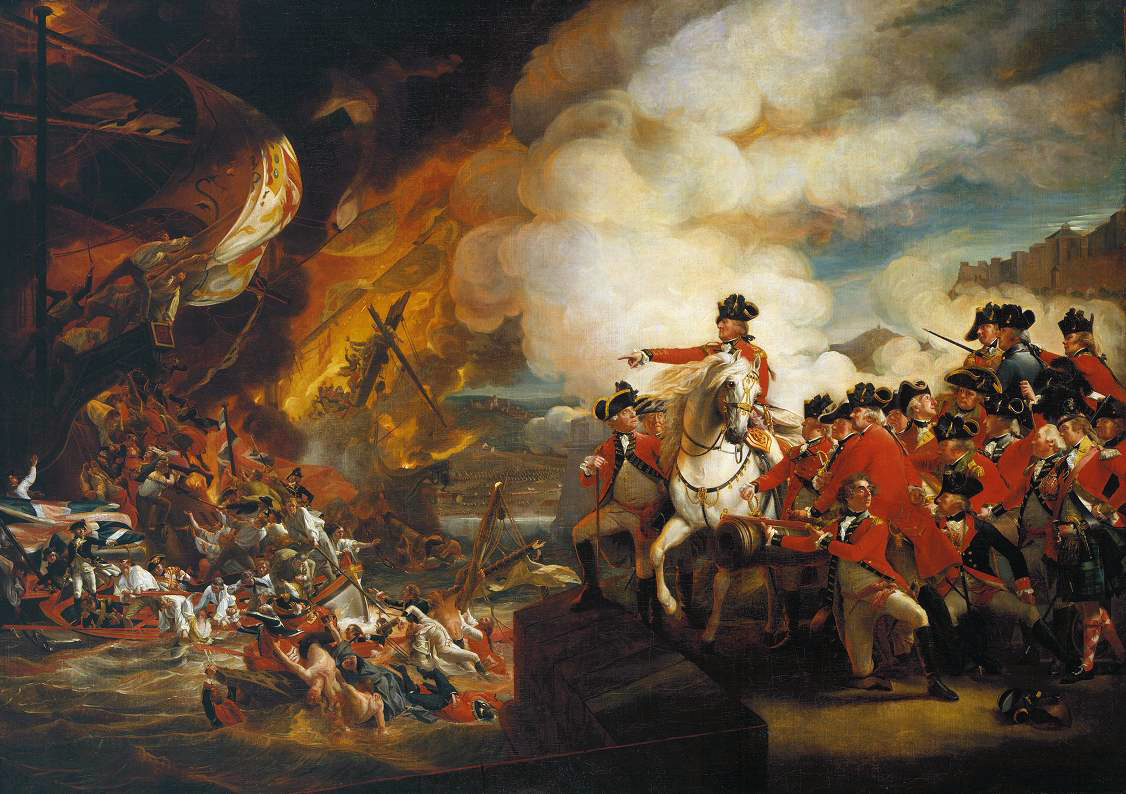
『ジブラルタル浮き砲台の敗北、1782年9月』
ジョン・シングルトン・コプリー画

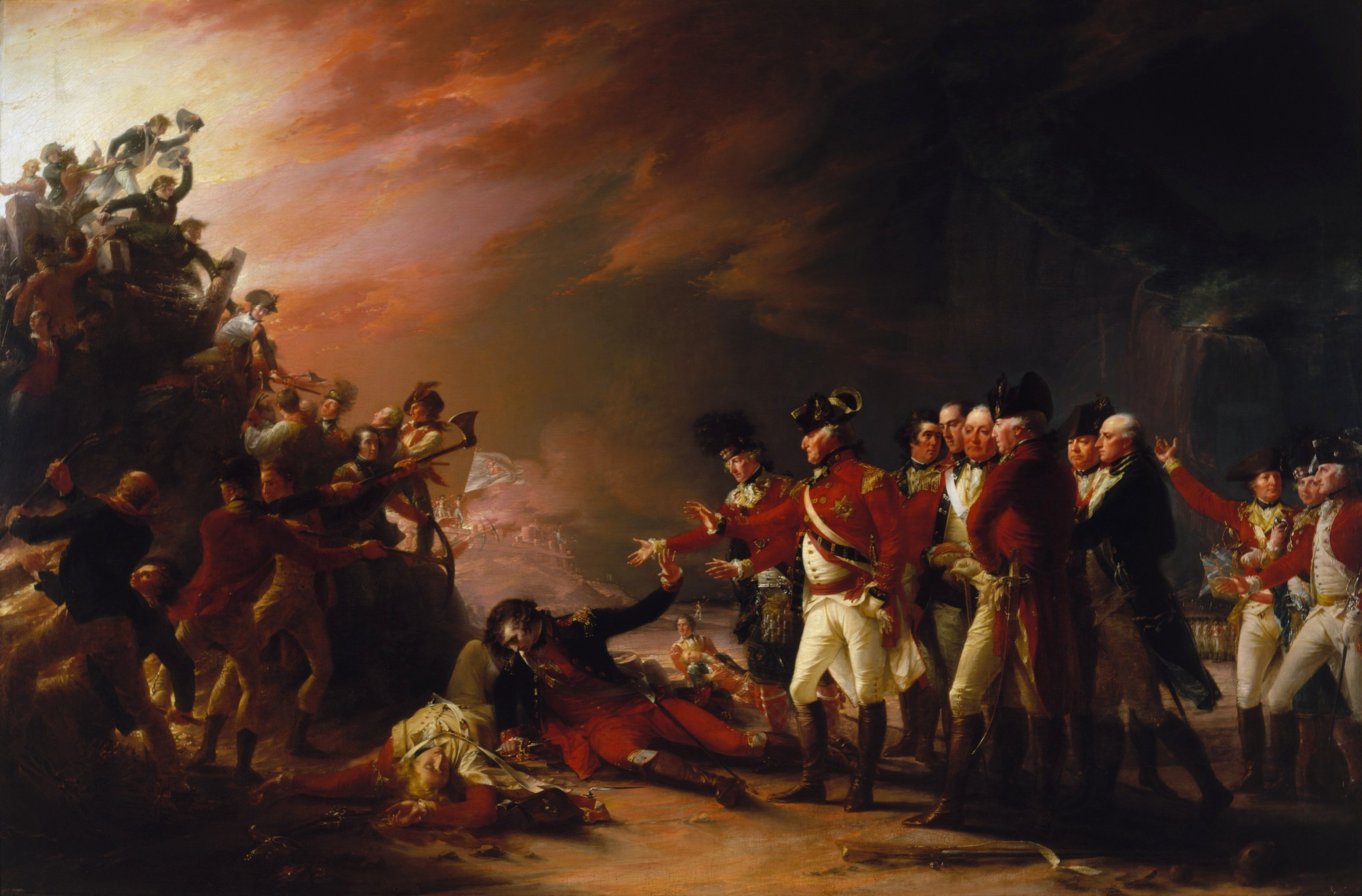
『1781年11月27日朝のジブラルタル守備隊の襲撃』
ジョン・トランブル画

- 『ジブラルタル浮き砲台の敗北、1782年9月（The Defeat of the Floating Batteries at Gibraltar, September 1782）』（1783年）：アメリカの画家ジョン・シングルトン・コプリーの作品。[4]
- 『1781年11月27日朝のジブラルタル守備隊の襲撃（The Sortie Made by the Garrison of Gibraltar in the Morning of the 27 of November 1781）』（1789年）：アメリカの画家ジョン・トランブルの作品。[5]